# Curahsawo
Curahsawo is een bestuurslaag in het regentschap Probolinggo van de provincie Oost-Java, Indonesië. Curahsawo telt 1571 inwoners (volkstelling 2010).